# Fudbalski Klub Spartak Subotica
El FK Spartak Subotica és un club serbi de futbol de la ciutat de Subotica.
El club va ser fundat l'any 1945 i va ser anomenat en honor de Jovan Mikić Spartak, líder dels partisans iugoslaus a Subotica, heroi nacional mort el 1944.